# Dorfkirche Klitzschen

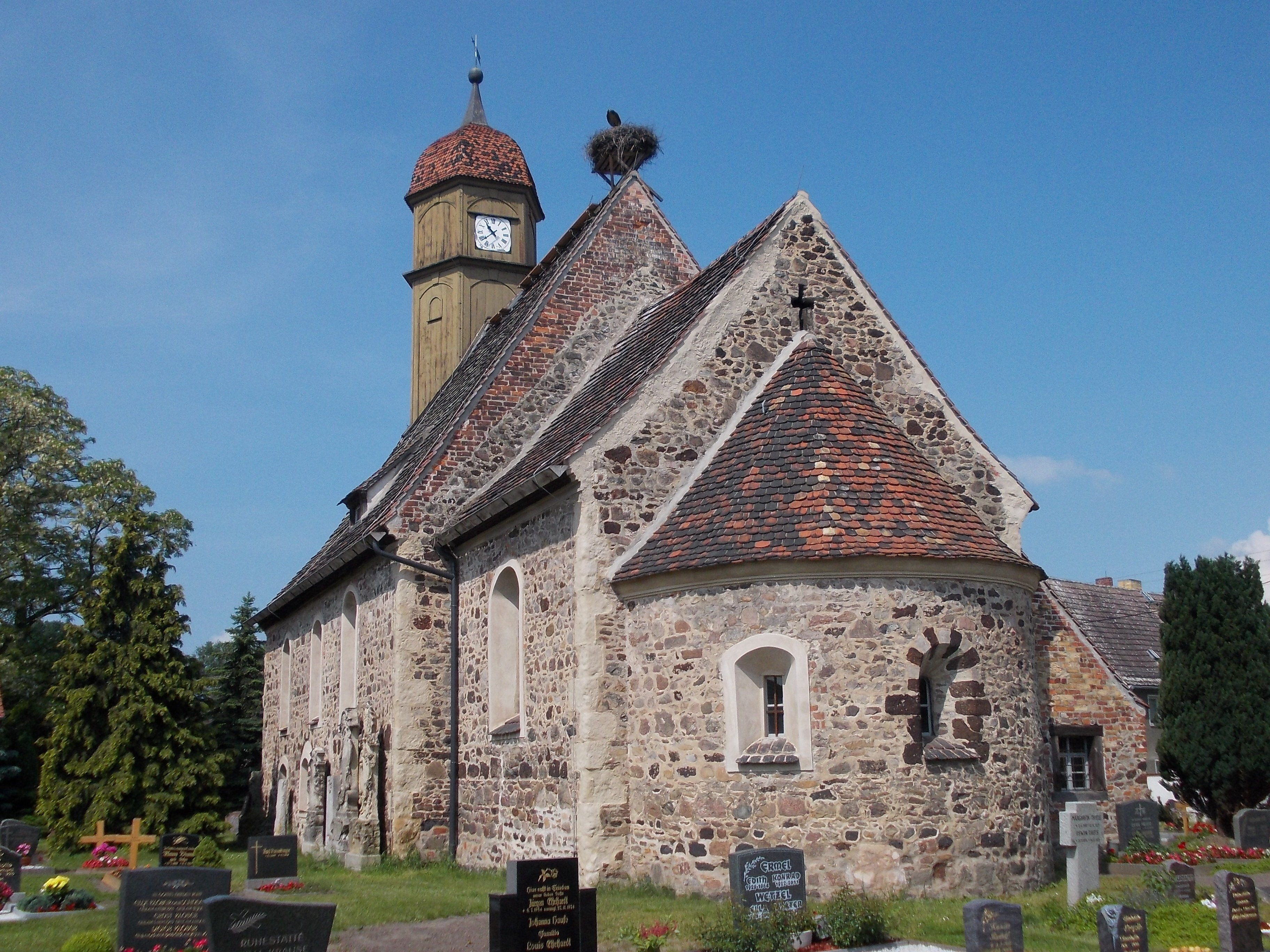
Dorfkirche Klitzschen

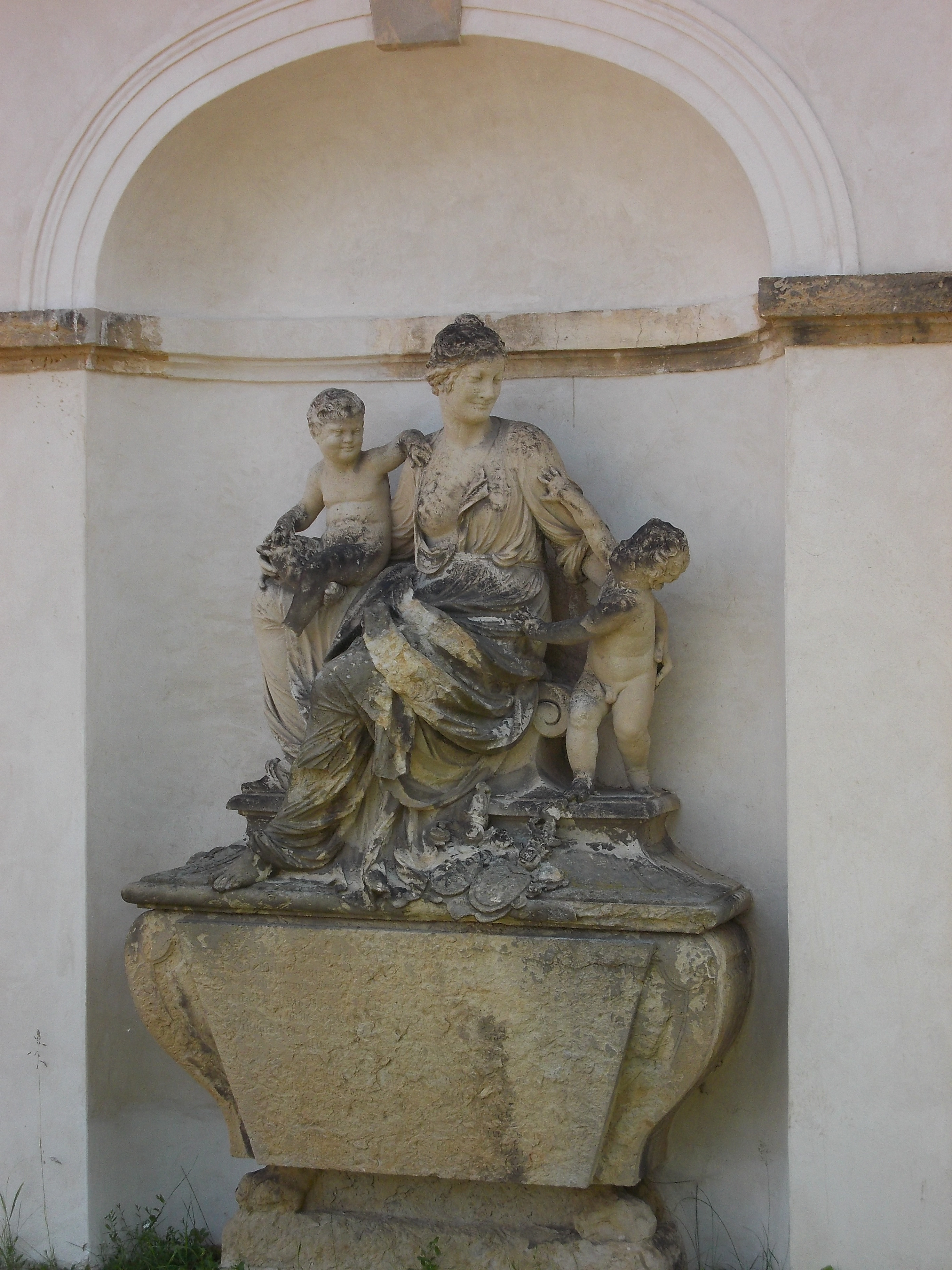
Nischengrab der Christiane Friderike Baronin auf Klitzschen

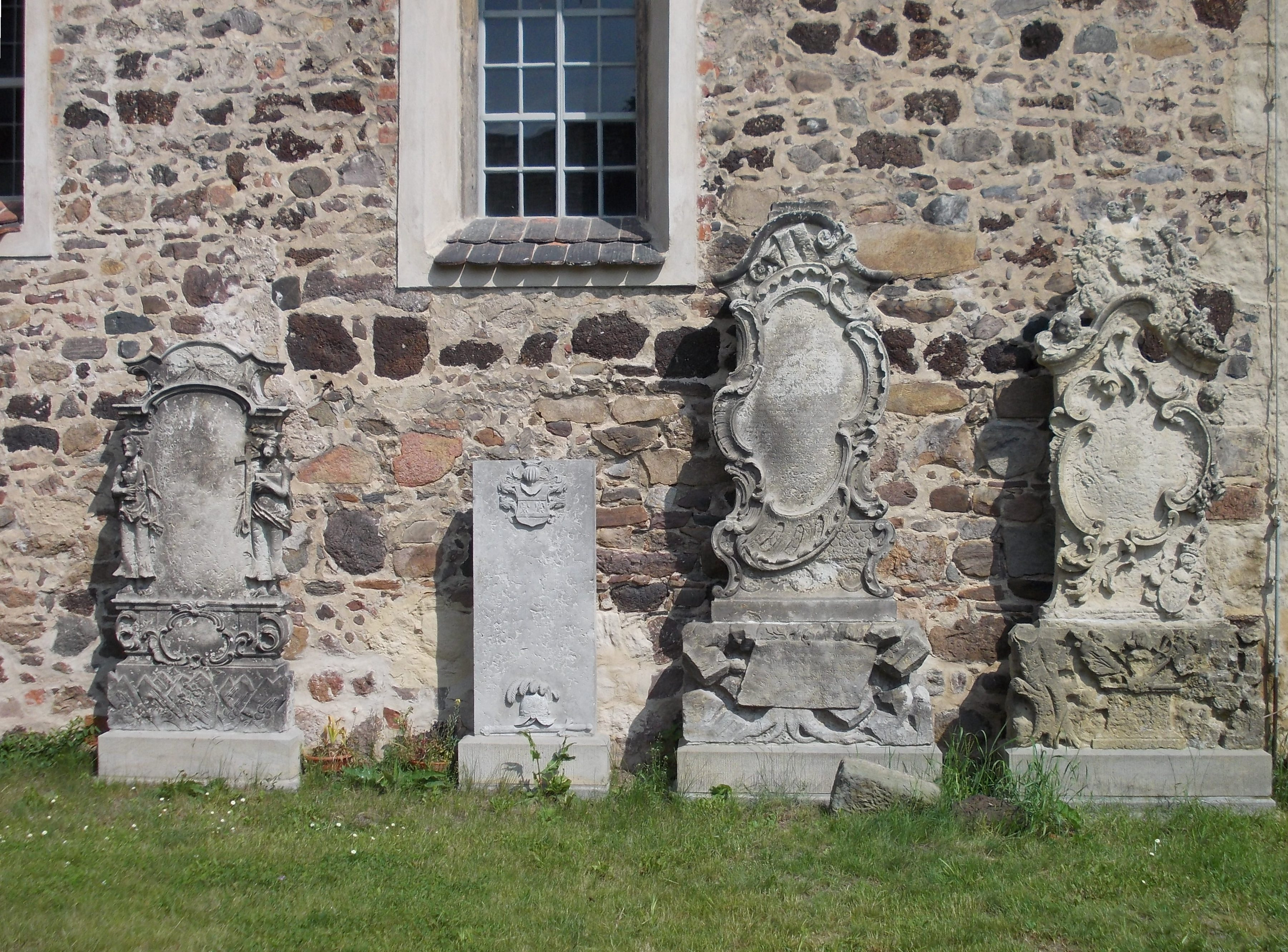
Barocke Grabsteine an der Außenseite der Kirche

Die evangelische Dorfkirche Klitzschen ist eine romanische Saalkirche im Ortsteil Klitzschen von Mockrehna im Landkreis Nordsachsen von Sachsen. Sie gehört zum Pfarrbereich Schildau-Audenhain im Kirchenkreis Torgau-Delitzsch der Evangelischen Kirche in Mitteldeutschland.

## Geschichte und Architektur
Die gut erhaltene romanische Saalkirche wurde um 1200 erbaut und im 14./15. Jahrhundert mit einem Gewölbe im Chor versehen. Restaurierungen erfolgten in den Jahren 1965 und 1993. Das Bauwerk ist ein Bruchsteinbau unter Verwendung von Raseneisenstein. Die dreigeteilte Staffelung in Saal, Chor und Apsis ist deutlich ausgeprägt. Das Bauwerk wird durch ein Satteldach mit Biberschwanzdeckung abgeschlossen, das im Westen durch einen oktogonalen hölzernen Dachreiter mit geschweifter Haube aus dem 17./18. Jahrhundert bekrönt wird. An der Nordseite ist die Sakristei mit Schleppdach angebaut. Die Fenster an der Nordseite, das mittlere Apsisfenster und das vermauerte Rundbogenportal an der Südseite sind noch annähernd im romanischen Ursprungszustand, die übrigen Fenster wurden vergrößert, sind mit Stichbogen und zum Teil mit Dreipassmaßwerk versehen.
Im Innern wird der Saal durch eine Felderdecke mit Darstellungen von Propheten, Aposteln, Reformatoren, Bäumen und mit der Taube des Heiligen Geistes vom Ende des 17. Jahrhunderts in Grisaillemalerei abgeschlossen. Der Chor mit Kreuzgratgewölbe schließt mit einem Rundbogen an das Schiff an.
Im Schiff sind Emporen an drei Seiten und eine Patronatsloge an der Nordseite vom Ende des 17. Jahrhunderts eingebaut; die Brüstungsfelder im Süden und Westen sind marmoriert, im Norden und am Logenprospekt sind Wappen mit der Jahreszahl 1730 gemalt. In der Apsis wurden im Jahr 1965 Reste mittelalterlicher Wandmalerei freigelegt, die möglicherweise aus dem 15. Jahrhundert stammen. Zu sehen sind mit einem rotbraunen Band eingefasste Szenen aus dem Jüngsten Gericht sowie eine Inschrift in gotischen Minuskeln.

## Ausstattung
Ein dreigeschossiger Altar von 1690 zeigt in der Predella das Abendmahl, in der Mitteltafel die Auferstehung, gerahmt von gedrehten Säulen und Knorpelwerk, im Altarauszug ist die Himmelfahrt Christi zu sehen. Die schlichte, ornamental bemalte Kanzel und ihr Schalldeckel mit geschnitzter Bekrönung stammen vom Ende des 17. Jahrhunderts. Eine schlichte hölzerne Taufe ist ebenfalls vorhanden. In der Apsis ist eine spätgotische Sakramentsnische vom Ende des 15. Jahrhunderts erhalten, die mit Kielbogen mit Krabben und Kreuzblume gerahmt ist. Aus romanischer Zeit stammt eine Einbaumtruhe mit Eisenbeschlägen, die 1995 restauriert wurde.
An der Außenwand ist ein großes Nischengrab der Christiane Friderike Baronin auf Klitzschen († 1737) mit eingestelltem Sarkophag und einer feingearbeiteten Figur der Caritas zu sehen. Drei barocke Inschriftgrabsteine stammen aus dem 18. Jahrhundert.

## Orgel
Die Orgel ist ein Werk von Johann Christian Friedrich Flemming aus der Zeit um 1780 mit ursprünglich zehn (heute neun) Registern auf einem Manual und Pedal. Das Manual ist fest an das Pedal gekoppelt. Die Flemming-Orgel der Kirche Panitzsch soll nahezu eine „Zwillingsschwester“ der Orgel in Klitzschen sein: Als die Kirchengemeinde Panitzsch Anfang der 1990er-Jahre ihre verstummte Orgel sanieren ließ, diente die Orgel in Klitzschen als Bauplan und Vorbild. 
Die Klitzschener Orgel war seit etwa Anfang der 1980er Jahre unspielbar. Anfang 2019 steckte sich Klitzschens Kirchengemeinde zusammen mit dem Förderverein das Ziel, die Orgel zu restaurieren. Die Orgelbaufirma Rühle bekam diese Arbeiten übertragen. Mit einem Konzert am 2. Juli 2023 konnte das Instrument wieder eingeweiht werden.
Die Disposition lautet:
| I Manual CD–c3 |      |
| Flaute major   | 8′   |
| Flaute travers | 8′   |
| Principal      | 4′   |
| Flaute travers | 4′   |
| Quinte         | 3′   |
| Octave         | 2′   |
| Mixtur III     | 2⁄3′ |

| Pedal CD–c1 |     |
| Subbaß      | 16′ |
| Violon      | 8′  |